# 서울북부지방법원
서울북부지방법원(서울北部地方法院)은 서울특별시 도봉구, 강북구, 성북구, 동대문구, 중랑구, 노원구를 관할하는 대한민국의 지방법원이다. 서울시 도봉구 마들로 749 (도봉동)에 위치하고 있다. 2018년 10월 12일에 서울특별시에서 시행하고 있는 공공자전거사업과 연계하여 서울자전거 따릉이 대여소를 법원청사 내에 설치했다.

## 연혁
- 1974년 9월 1일 도봉구, 성북구 중 장위동, 상월곡동, 석관동과 동대문구 중 전농동, 청량리동, 제기동, 용두동, 면목동, 회기동, 휘경동, 이문동, 신내동, 상봉동, 중화동, 답십리동, 망우동을 관할하는 서울민사지방법원, 서울형사지방법원 성북지원 설치
- 1976년 1월 1일 동대문구，도봉구，성북구 중에서 장위동，상월곡동，석관동， 양평군 중에서 구리읍，미금면，진건면，와부면，화도면，수동면， 진접면，가평으로 관할 구역을 변경하면서 서울지방법원 성북지원으로 약칭
- 1981년 2월 1일 동대문구, 도봉구 전역을 관할으로 하며 서울지방법원 북부지원으로 개칭
- 1981년 서울민사지방법원 북부지원/서울형사지방법원 북부지원/서울가정법원 북부지원으로 개칭
- 1986년 5월 1일 민사과를 민사1과, 민사2과로 분리
- 1986년 9월 1일 민사1과를 민사과로, 민사2과를 민사신청과로 명칭 변경
- 1988년 1월 1일 재판관할구역 변경 동대문구, 중랑구, 도봉구, 노원구 전역
- 1988년 2월 25일 사무국 신설, 사무과를 총무과로 변경
- 1995년: 서울지방법원 북부지원으로 개칭 및 민.형사부 통합
- 1997년 9월 1일 중랑등기소 신설(관할: 중랑구)
- 2004년: 서울북부지방법원으로 승격
- 2011년: 노원구 공릉동 청사에서 도봉구 도봉동 청사로 신축이전
- 2014년: 성북구를 서울중앙지방법원 관할구역에서 북부지방법원 관할구역으로 변경
- 2014년 3월 1일 재판관할구역 강북구, 노원구, 도봉구, 동대문구, 성북구, 중랑구 전역
- 2019년 7월 1일: 동대문, 북부, 도봉등기소를 폐쇄하고 서울북부지방법원 등기국으로 통합.

## 법원장
| 조직                      | 순번 | 이름   | 재임 기간                          |
| ------------------------- | ---- | ------ | ---------------------------------- |
| 서울민사지방법원 성북지원 | 1대  | 이병후 | 1974년 9월 1일 ~ 1977년 1월 3일    |
| 서울민사지방법원 성북지원 | 2대  | 변정수 | 1977년 1월 4일 1977년 11월 6일     |
| 서울민사지방법원 성북지원 | 3대  | 박정근 | 1977년 11월 7일 ~ 1979년 4월 15일  |
| 서울민사지방법원 성북지원 | 4대  | 오성환 | 1979년 5월 21일 ~ 1981년 1월 31일  |
| 서울민사지방법원 북부지원 | 5대  | 윤관   | 1981년 4월 21일 ~ 1982년 3월 18일  |
| 서울민사지방법원 북부지원 | 6대  | 홍성운 | 1982년 3월 19일 ~ 1984년 8월 15일  |
| 서울민사지방법원 북부지원 | 7대  | 윤영철 | 1984년 8월 16일 ~ 1986년 4월 16일  |
| 서울민사지방법원 북부지원 | 8대  | 최종영 | 1986년 4월 20일 ~ 1988년 7월 19일  |
| 서울민사지방법원 북부지원 | 9대  | 김성일 | 1988년 7월 20일 ~ 1991년 1월 31일  |
| 서울민사지방법원 북부지원 | 10대 | 정상학 | 1991년 2월 1일 ~ 1991년 9월 15일   |
| 서울민사지방법원 북부지원 | 11대 | 김형선 | 1991년 9월 16일 ~ 1992년 8월 11일  |
| 서울민사지방법원 북부지원 | 12대 | 지홍원 | 1992년 8월 12일 ~ 1993년 10월 14일 |
| 서울민사지방법원 북부지원 | 13대 | 정용인 | 1993년 10월 18일 ~ 1994년 7월 20일 |
| 서울민사지방법원 북부지원 | 14대 | 김선석 | 1994년 7월 21일 ~ 1995년 2월 20일  |
| 서울민사지방법원 북부지원 | 15대 | 임대화 | 1995년 2월 21일 ~ 1997년 2월 20일  |
| 서울민사지방법원 북부지원 | 16대 | 김영일 | 1997년 2월 21일 ~ 1997년 9월 21일  |
| 서울민사지방법원 북부지원 | 17대 | 신명균 | 1997년 9월 22일 ~ 1998년 8월 23일  |
| 서울민사지방법원 북부지원 | 18대 | 김효종 | 1998년 8월 24일 ~ 1999년 2월 28일  |
| 서울민사지방법원 북부지원 | 19대 | 김경일 | 1999년 3월 1일 ~ 1999년 10월 10일  |
| 서울민사지방법원 북부지원 | 20대 | 김연태 | 1999년 10월 18일 ~ 2001년 2월 11일 |
| 서울민사지방법원 북부지원 | 21대 | 양승태 | 2001년 2월 12일 ~ 2002년 2월 7일   |
| 서울민사지방법원 북부지원 | 22대 | 곽동효 | 2002년 2월 8일 ~ 2004년 1월 31일   |
| 서울북부지방법원          | 1대  | 김목민 | 2004년 2월 11일 ~ 2005년 2월 13일  |
| 서울북부지방법원          | 2대  | 권남혁 | 2005년 2월 14일 ~ 2005년 11월 3일  |
| 서울북부지방법원          | 3대  | 이종찬 | 2005년 11월 4일 ~ 2006년 8월 23일  |
| 서울북부지방법원          | 4대  | 이윤승 | 2006년 8월 24일 ~ 2008년 2월 12일  |
| 서울북부지방법원          | 5대  | 김용균 | 2008년 2월 13일 ~ 2009년 1월       |
| 서울북부지방법원          | 6대  | 김경종 | 2009년 2월 9일 ~ 2010년 7월        |
| 서울북부지방법원          | 7대  | 박삼봉 | 2010년 8월 11일 ~ 2012년 2월 15일  |
| 서울북부지방법원          | 8대  | 유남석 | 2012년 2월 16일 ~ 2014년 2월 12일  |
| 서울북부지방법원          | 9대  | 성백현 | 2014년 2월 13일 ~ 2015년 2월 11일  |
| 서울북부지방법원          | 10대 | 문용선 | 2015년 2월 12일 ~ 2017년 2월 8일   |
| 서울북부지방법원          | 11대 | 노태악 | 2017년 2월 9일 ~ 2019년 2월 13일   |
| 서울북부지방법원          | 12대 | 권기훈 | 2019년 2월 14일 ~ 2021년 2월       |
| 서울북부지방법원          | 13대 | 김한성 | 2021년 2월 ~ 2023년 2월            |
| 서울북부지방법원          | 14대 | 박형순 | 2023년 2월 ~ 2025년 2월            |
| 서울북부지방법원          | 15대 | 윤상도 | 2025년 2월 ~                       |

## 조직
- 재판부
  - 민사항소부(3)
  - 민사합의부(본안 3, 신청 1)
  - 민사단독(소액 6, 신청 3, 조정 2 포함하여 23)
  - 형사항소부(4)
  - 형사합의부(본안 2, 재정 1)
  - 형사단독(영장 2, 약식 1 포함하여 13)
- 사무국
  - 총무과
  - 종합민원실
  - 민사과
  - 민사신청과
  - 형사과
  - 사법보좌관
- 등기국

## 관할 등기소
- 서울북부지방법원 등기국

## 같이 보기
- 서울중앙지방법원
- 서울남부지방법원
- 서울동부지방법원
- 서울서부지방법원